# Fritz Strobl
Fritz Strobl (født 24. august 1972 i Lienz, Østrig) er en østrigsk skiløber, der indenfor de alpine discipliner har vundet adskillige World Cup-løb, samt et verdensmesterskab, og en OL-guldmedalje.

## Resultater
Strobl vandt sin største sejr, OL-guldmedaljen i styrtløb ved OL i Salt Lake City 2002. Han har desuden vundet en VM-guldmedalje samt ni alpine World Cup-sejre. 

## Eksterne links
- Fritz Strobls hjemmeside Arkiveret 21. februar 2006 hos  Wayback Machine